# Шандра Воворунту
Шандра Воворунту (енгл. Shandra Woworuntu) је индонежанска–америчка бивша председавајућа Међународног саветодавног савета за жртве трговине људима при Организацији за европску безбедност и сарадњу и чланица Саветодавног савета Сједињених Америчких Држава за трговину људима. 
Једна је од преживелих жртава трговине људима и насиља у породици.

## Биографија
Рођена је у Индонезији, а 2001. је отпутовала у Сједињене Америчке Државе како би радила у угоститељству. Уместо тога била је била приморана да се бави проституцијом. На крају је побегла од својих отмичара и помогла да се осуде за трговину људима. Године 2009. је добила стални боравак у Сједињеним Америчким Држава и држављанство путем натурализације.
Крис Кристи ју је 20. марта 2014. именовао за Комисију за трговину људима за државу Њу Џерзи. Барак Обама ју је 16. децембра 2015. именовао за једног од једанаест чланова Саветодавног савета Сједињених Америчких Држава за трговину људима, први састанак је одржан 18. октобра 2016.
Била је кустос Дизајна и насиља који је 2015. године објавио Музеј модерне уметности у Њујорку, изнела је злоупотребу сексуалне експлоатације и насиља оружјем. Оснивач је и извршни директор организације Mentari Human Trafficking Survivor Empowerment Program Inc. која има за циљ да оснажи жртве трговине људима у њиховој реинтеграцији назад у заједницу и друштво независно кроз директне услуге, ресурсе, оснаживање, заступање и менторство.
Као једна од преживелих жртава трговине људима посвећена је помагању другима кроз програм оснаживања. Године 2017. је, од L'Oréal-а и јавним гласањем, награђена националним одличјем „Жене вредне” и 35.000 долара за свој рад и помагање жртвама трговине људима. Као заговорник преживелих и лобиста, помаже у доношењу локалних и савезних закона против трговине људима и 2020. је сврстана међу сто најутицајнијих азијских Американаца у политици и политици Њујорка. Постала је једна од сто азијских лидера у Њујорку који су добили признање од Канцеларије градоначелника Њујорка за борбу против насиља у породици и родно заснованог насиља као заговорник града Њујорка 2021. и 2022. 
Ауторка је кувара Taste of Freedom, Recipes for Resilience посвећен програму кулинарске уметности који је основала кроз непрофитну организацију Mentari Human Trafficking Survivor Empowerment Program Inc. са седиштем у Њујорку.